# Regne de Capadòcia
El Regne de Capadòcia va existir de fet o de dret des de l'any 331 aC fins a l'any 17.
Els antecedents del regne cal buscar-los en època del sàtrapa Datames, primer rei de la dinastia dels datàmides. Mort Datames l'any 361 aC el va succeir com a sàtrapa el seu fill Ariamnes, que es va mantenir lleial a Pèrsia. Cap a l'any 350 aC va morir Ariamnes, i el va succeir el seu fill Ariarates. Després de tot el que havia passat amb Datames, pare d'Ariamnes, els sàtrapes que el van seguir sembla que van tenir bones relacions amb el rei de Pèrsia. L'any 333 aC després de la batalla d'Issos, Ariarates va aconseguir ser de fet independent. Els macedonis no es van acostar al país i a finals del 331 aC, probablement després de rebre les notícies de la batalla de Gaugamela o d'Arbela, Ariarates va prendre el títol de rei.

## La formació del regne
No va ser fins a l'any 322 aC que els macedonis es van decidir a entrar al país, quan els diàdocs es van repartir el territori que havia conquerit Alexandre el Gran. Perdicas va enviar allí a Antígon, sàtrapa de Frígia, i al sàtrapa de Frígia Hel·lespòntica, en ajut d'Èumenes de Càrdia, a qui havia concedit el territori. Però Lleonat, sàtrapa de Mísia, havia anat a Europa (on volia casar-se amb la princesa Cleòpatra, la germana d'Alexandre el Gran i filla de la reina Olímpia, i llavors proclamar-se rei. Èumenes va advertir a Perdicas del complot i va rebre Capadòcia en premi per la seva confidència i hauria mort allí, i doncs de fet la satrapia estava vacant, ja que el seu lloctinent no tenia prou autoritat; d'altra banda Antígon no va fer cap cas de l'ordre rebuda. Tot i així Èumenes, amb una força reduïda, va derrotar a Ariarates I en una primera batalla, i va delmar l'exèrcit capadocià en el segon i decisiu encontre. Ariarates I va caure presoner i va ser crucificat. El seu fill Ariaramnes va poder fugir cap Armènia amb el seu germà Holofernes, i un fill, el futur Ariarates II que no és clar si ho era d'Ariaramnes o d'Holofernes.
Olímpia va oferir la mà de Cleòpatra a Perdicas, que havia negociat abans el seu enllaç amb Nicea, filla d'Antípater, regent de Macedònia, i durant un temps Perdicas va dubtar. En mig de tot això Perdicas va decidir sotmetre al díscol Antígon de Frígia. Llavors es va formar una àmplia coalició contra Perdicas, que només tenia el suport d'Èumenes. El rei de Bitínia, Bias o Bas, va envair Capadòcia i en va apoderar d'algunes regions al nord de Paflagònia. Èumenes va atacar (321 aC) Armènia on hi havia Neoptòlem que era partidari de la coalició, i que davant aquest atac només es va poder unir a les forces col·ligades amb uns pocs soldats. Les forces de Neoptòlem i de Cràter es van reunir i van quedar enfront d'Èumenes. Aquest disposava d'una força amb molts macedonis i els col·ligats van pensar que desertarien, però la millor força d'Èumenes eren els capadocis, i la deserció no es va produir. Èumenes va aconseguir una gran victòria i els dos caps col·ligats van morir però Perdicas, que lluitava a Egipte, va morir assassinat per uns conspiradors. Antípater va aconseguir al Pacte de Triparadisos ser nomenat regent de Macedònia, i també la condemna a mort d'Èumenes i la destitució de Perdicas com a comandant en cap de l'exèrcit (substituït per Antígon però amb Cassandre, fill d'Antípater, com a adjunt amb el títol d'hiparc). Nicànor va rebre la Capadòcia nominalment, però Èumenes s'hi va mantenir i tenia l'ajut d'Alcetes (germà de Perdicas), Àtal (cunyat de Perdicas) i Dòcim sàtrapa de Babel (satrapia donada al general Seleuc que no l'havia pogut ocupar). L'any 320 aC Antígon va atacar Capadòcia i es va lliurar la batalla de Orcínia, guanyada per Antígon gràcies a la traïció d'un dels oficials d'Èumenes. Aquest va aconseguir castigar el traïdor, i va tornar al camp de batalla per rendir honors als morts (cosa que era molt important pels macedonis) i això li va fer guanyar molt de prestigi. Però per mantenir la lluita Èumenes va haver de recorre a l'expropiació de terres als senyors perses el que minava el seu suport local. A l'hivern, esgotats els recursos, Èumenes es va tancar a la inexpugnable fortalesa de Nora, on Antígon el va assetjar i li va oferir la pau, però Èumenes va exigir conservar Capadòcia cosa a la que Antígon s'hi va negar i les negociacions es van trencar. Antígon va deixar algunes forces assetjant Nora i va anar a Babel contra Dòcim (al que recolzaven Alcetes i Àtal). Dòcim i els seus companys van ser derrotats prop d'Antioquia i Dòcim i Àtal van caure presoners; Alcetes va intentar sollevar Termessos contra Antígon, però va fracassar i es va suïcidar.
L'any següent els esdeveniments a Macedònia van cridar l'atenció d'Antígon i va fer la pau amb Èumenes reconeixent-li la satrapia de Capadòcia però com a tributari. Èumenes va fer el jurament davant els soldats però va canviar el nom d'Antígon pel d'Olímpia, Filip III i Alexandre IV al·legant que Antígon només era el seu representant, i els soldats ho van acceptar i van marxar de Nora. Així Èumenes, que realment no havia jurat fidelitat a Antígon, va poder reclutar forces sense trencar cap promesa. El nou regent Polispercó i la reina mare Olímpia van demanar el seu suport com a cap d'operacions a Àsia i Èumenes va acceptar, i tot es va capgirar, ja que llavors Antígon va passar a ser un rebel. Polispercó va encapçalar el partit democràtic mentre Cassandre va tenir el suport dels oligarques. L'almirall Clit, expulsat de la seva satrapia de Lídia, es va aliar a Polispercó i va conservar el control de la flota amb la qual va impedir que Antígon desembarques a Àsia. Èumenes va entrar a Síria i se’n va apoderar i va arribar fins a Fenícia. Èumenes havia creat una força molt ben organitzada anomenada els Argiràspides (els "escuts de plata"), formada sobretot per macedonis que li havien estat enviats als darrers temps. Però el 318 aC Clit va ser derrotat i mort per Antígon a la batalla de l'Hel·lespont (naval) i Èumenes va quedar aïllat. Llavors va fer una aliança amb Mitridates sàtrapa del Pont i va negociar amb els sàtrapes Pitó (Pithon) de Media Atropatene i Seleuc de Babel, que no van voler unir-se a ell. Èumenes va planejar l'atac a Mèdia però Pitó va rebre l'ajut del seu germà Eudem de Pàrtia, que havia retornat de l'Índia (on havia matat el rei Poros) així que va atacar Babel. Seleuc va haver de fugir, i alguns sàtrapes es van passar al bàndol d'Èumenes. Van seguir uns mesos de lluita en general favorables a Èumenes, i finalment la decisiva batalla de la regió dels Gabiene, on la defecció de Peucestes de Persis quant estava a punt de guanyar, va provocar la seva derrota. El campament dels argiràspides, on hi havia les dones i fills dels combatents, va ser ocupat i Antígon va exigir el lliurament d'Èumenes a canvi d'aquests ostatges. El gener del 317 aC els argiràspides van entregar a Èumenes, que va morir executat. El sàtrapa Pitó, que havia perdut la Mèdia Atropatene davant Èumenes i no l'havia pogut recuperar, també va ser executat pel temor que inspiraven els seus canvis de bàndol, i el seu germà Eudem de Partia va haver de fugir. A Seleuc no li va ser retornada la satrapia de Babel degut als desacords amb Antígon, i va haver de fugir a Egipte.

## Antígon el Borni
Antígon es va assegurar la possessió de tot Àsia fins a l'Índia, confiant les satrapies als seus col·laboradors més fidels. Només una part de Fenícia i Palestina van quedar en poder de Ptolemeu). Però aquest poder d'Antígon no va trigar a provocar la creació d'una nova coalició contra ell que van formar Cassandre de Macedònia, Lisímac de Tràcia, el general Seleuc exiliat a Egipte amb molts contactes per Àsia, Ptolemeu d'Egipte i Asandre de Cària. Així l'any 315 aC Ariaramnes, fill de l'antic rei de Capadòcia, Ariarates, va retornar al seu país des del seu exili a Armènia (amb el suport més o menys obert de Cassandre) i va aixecar al poble al seu favor. El sàtrapa local, Amiertes o Amintes, nomenat per Antígon, va morir durant els combats i Ariaramnes es va proclamar rei i va associar al tron al seu suposat fill Ariarates II (algunes fonts el fan nebot). Les reduïdes forces macedònies van ser expulsades del país. Durant uns anys Antígon, molt ocupat, no va atacar el territori. Finalment el 301 aC Antígon i el seu aliat Demetri Poliorcetes ("assetjador de ciutats") van ser derrotats a Ipsos. Antígon va morir i els guanyadors es van repartir Àsia. Capadòcia va quedar inclosa en els territoris que van correspondre a Seleuc, si bé de moment es va mantenir independent. En aquests anys el rei del Pont s'havia apoderat d'una part dels territoris de Capadòcia, i per evitar problemes amb el nou amo de la regió, el rei Ariaramnes va oferir tribut a Seleuc i així va garantir la continuïtat dinàstica.

## Els Selèucides
Ariaramnes va morir en una data no coneguda probablement cap a l'any 290 aC i el seu suposat fill Ariarates II Nicàtor ("el victoriós") va pujar al tron. El 281 aC, en conèixer la mort de Seleuc I Nicàtor a Lisimàquia, va proclamar la independència i es va aliar amb Armènia. Però el fill de Seleuc, Antíoc I Soter ("el Salvador") va continuar l'obra del seu pare i va ser reconegut a tots els seus dominis. L'any 280 aC va enviar un exèrcit a Capadòcia i va ocupar el país. Ariarates II va fugir a Armènia on va rebre l'ajut del rei Adrat. Finalment el rei sirià va accedir a nomenar sàtrapa al fill, Ariaramnes II, que no va portar pas el títol reial sinó el de sàtrapa, però mantenint la fidelitat als selèucides, va conservar el poder fins a la seva mort, ja vell, l'any 230 aC, quan el va succeir el seu fill Ariarates III que ja estava associat al tron i fins i tot s'havien encunyat monedes amb la seva cara.
El poder dels selèucides ja no era el mateix des de la partició del 244 aC, i el rei Antíoc Híerax ("el Voltó") acabava de ser derrotat a la lluita contra el rei de Pèrgam, Àtal II, qui li retreia el suport donat als gàlates en els saquejos a territori de Pèrgam, i el germà de Hierax, el rei Seleuc II Cal·línic de Síria no havia gosat intervenir. Hierax va ser expulsat dels seus territoris l'any 227 aC i quan va intentar apoderar-se d'altres territoris del seu germà, aquest es va revoltar i el va derrotar. Hierax va fugir per acabar morint en circumstàncies desconegudes. El mateix Seleuc II va morir el 226 aC, any en què el va succeir el seu fill Alexandre amb el nom de Seleuc III Ceraune ("el Llamp"). És probable que Ariarates III no fos massa fidel als selèucides perquè quan es parla del seu fill i successor Ariarates IV es diu que es va aliar als selèucides cosa innecessària si ja era fidel. Tot i així probablement Ariarates III va morir de mort natural potser l'any 224 aC o poc després, sense perill pel seu govern; el seu títol no és clar, però a les monedes apareix amb la diadema reial. El seu fill Ariarates va pujar molt jove al tron, probablement com a menor d'edat, i això devia ajudar a l'increment de la influència selèucida. Apareix també a les monedes amb la diadema reial, el que suggereix una consolidació del títol.
Quan l'any 190 aC els selèucides van entrar en guerra amb Roma, es va formar una poderosa coalició contra Antíoc III el Gran de la que en formaven part Macedònia, Pèrgam, Cartago i Egipte. Antíoc només tenia com aliats segurs als etolis de Grècia, als gàlates i a Ariarates IV de Capadòcia, i a aquest rei li va donar en matrimoni una filla seva. La decisiva batalla de Magnèsia del Sipilos, que va guanyar el romà Domici Ahenobarb, va deixar l'Àsia menor en mans dels romans, retirant-se Antíoc més enllà del Taure. Ariarates IV es va veure forçat a una aliança amb el rei de Pèrgam, que havia demanat als romans que li donessin Capadòcia en pagament del seu ajut a la guerra. Finalment, al tractat d'Apamea, Capadòcia va restar independent i aliada a Pèrgam, que va incorporar el Quersonès Traci, Frígia, Licaònia, Pisídia o Psídia i Pamfília. A la mort del rei l'any 163 aC el va succeir el seu fill Ariarates V Filopàtor que va renovar l'amistat amb Roma a la que va enviar emissaris per comunicar el seu adveniment i el seu desig d'amistat.
L'any 158 aC Demetri I Soter, fill de Seleuc IV Filopàtor i net d'Antíoc III el Gran, del partit enemic de Roma, que havia arribat al poder el 162 aC, decideix controlar Capadòcia i va envair el país col·locant al tron a Orofernes, que va ser presentat com a membre de la família reial però que no se sap si ho era realment.

## La intervenció romana
El rei deposat va demanar ajut a Roma i el Senat Romà va decretar el seu restabliment el 157 aC. Ariarates V va ser restablert amb l'ajut de Pèrgam, Roma i Egipte. Després el rei Capadoci va col·laborar en trobar un rival de Demetri, Alexandre I Balas, que deia ser fill d'Antíoc IV, que amb el suport del rei de Capadòcia, de Ptolemeu VI d'Egipte, i d'Àtal II de Pèrgam va desfermar la guerra civil a l'Imperi Selèucida. L'any 130 aC el rei Ariarates V va marxar junt amb el procònsol Publi Licini Cras Dives Mucià contra el rebel Aristònic, fill natural del rei de Pèrgam i germà d'Àtal III, que reclamava el regne del seu pare, administrat temporalment pel senat de Roma a l'espera de nomenar successor. Aristònic va ser derrotat i capturat pel cònsol Marc Perpenna i enviat a Roma on es va suïcidar, però Ariarates V va morir el mateix any. La vídua Nissa (Nyssa) va fer matar als cinc fills més grans i va proclamar rei al sisè fill, un menor, sota el nom d'Ariarates VI (conegut per Epifanes o Filopàtor) sota la seva regència; durant algun temps es van produir desordres al regne fins al 124 aC, en què, prop de la majoria d'edat, Nissa va tractar de matar al seu fill Ariarates VI. L'intent va fracassar i la reina va morir a mans del poble aixecat. Un temps després Ariarates VI va assolir la majoria d'edat i es va casar amb una filla del rei Mitridates V Evergetes del Pont de nom Laodice. A la seva prematura mort cap a l'any 116 aC el va succeir el seu fill gran Ariarates VII que va morir jove el 99 aC suposadament enverinat per un emissari de Mitridates VI Eupator del Pont, i el va succeir el seu germà Ariarates VIII que aviat va entrar en guerra amb Bitínia per la possessió de Paflagònia. Poc temps després el rei Mitridates del Pont va entrar al país suposadament per ajudar al regne del seu nebot contra Bitínia, però en realitat amb intenció d'ocupar-lo. Ariarates VIII se'n va adonar aviat i li va declarar la guerra, però després d'unes setmanes de lluita ambdós reis es van reunir a una tenda per negociar la pau; en aquesta tenda Mitridates, ajudat pel seu fidel Gordi, va assassinar Ariarates VIII, i amb això la dinastia es va extingir. Mitridates va proclamar rei al seu fill de 8 anys amb el nom d'Ariarates IX, sota la regència de Gordi, però els notables del país no el van voler reconèixer. El Senat romà va donar permís al poble de Capadòcia per governar-se en la forma que lliurement escollissin, però van enviar una delegació a Roma per demanar un rei, perquè consideraven que només un rei podia assegurar l'estabilitat. El Senat va accedir a reconèixer el nomenament que fes el poble i així va ser elegit Ariobarzanes I anomenat Filoromà l'any 95 aC. Mitridates del Pont el va combatre i amb l'ajut del rei Tigranes II d'Armènia el va foragitar del país, però el 92 aC Luci Corneli Sul·la el va restaurar al tron. L'any 88 aC Mitridates el va expulsar de nou, i encara que nominalment es va posar al tron al seu fill, al cap de poc va proclamar l'annexió del regne al Pont, però Ariobarzanes va tornar a pujar al tron el 84 aC amb l'ajuda dels romans. Durant un temps va poder governar sempre fidel a Roma (socius populi Romani atque amicus) però el 66 aC Mitridates que acabava de retornar l'any anterior i tenia l'ajut d'Armènia el va tornar a derrocar. L'any següent els romans van restaurar altre cop al rei i li van cedir la Corduena i la Sofene, arrabassades a Armènia (i alguns territoris a Cilícia). Ariobarzanes I va abdicar el 63 aC en el seu fill Ariobarzanes II. L'any 62 aC la Corduena va ser retornada a Armènia. Quan Ciceró va ser procònsol a Cilícia l'any 51 aC, regnava un Ariobarzanes que era probablement el fill de l'anterior (seria doncs Ariobarzanes III, fill d'Ariobarzanes II i de la seva dona Atenais Filostorgos II, filla de Mitridates Eupator, rei del Pont, i tenia el seu suport com a fidel aliat romà. El rei va contraure deutes amb creditors romans i era un rei pobre que no tenia tresor ni recollia taxes regulars, fins al punt que Ciceró li va donar diners per pagar als creditors (Gneu Pompeu i Juni Brut). Cap a l'any 48 aC Farnaces del Regne del Bòsfor va arrabassar territoris de Capadòcia a la regió del Pont, però Ariobarzanes III els va recobrar l'any següent per decisió de Juli Cèsar que li havia perdonat la seva anterior aliança amb els pompeians. L'any 45 aC Ariobarzanes III va ocupar territoris armenis, segurament amb l'autorització de Juli Cèsar. El 42 aC el rei va morir assassinat per ordre de Quasius, que era a la zona reclutant soldats per la guerra contra Marc Antoni i Octavi, acusat de conspirar contra ell; els assassins li van prendre al cadàver tot el que tenia valor. Va ser proclamat rei el germà, Ariarates X, però va sorgir un pretendent de nom Sisinnas, que va obtenir el suport de Marc Antoni, potser influït per Glafira, mare del pretendent i dona de gran bellesa. A continuació hi va haver una guerra civil poc cruenta en la qual Sisinnas va portar la pitjor part, fins que l'any 36 aC Antoni va fer matar Ariarates X i va donar el regne a Arquelau, descendent d'un altre Arquelau que havia estat general de Mitridates (el 88 aC). Arquelau va ser el primer rei que va portar un nom que no era d'origen persa. Arquelau va tenir un llarg regnat de més de 50 anys. Ja molt vell va ser cridat a Roma, cap a l'any 15, on va ser retingut, i acusat (era enemic de Tiberi des el temps del seu exili a Rodes) i va morir allí del disgust potser l'any 17 dC. El seu fil Sifinna, que actuava com a regent, es va proclamar rei, però el Senat romà va dissoldre el regne que va incorporar com a província romana.

## Sàtrapes
- Ariamnes I v. 510
- Farnaces
- Galó
- Esmerdis
- Ariaramnes
- Farnaspes
- Abistamenes
- Anafes I
- Anafes II
- Mitridates de Quios v. 385
- Datames v. 385-361 aC
- Ariamnes II (fill) 361-? aC
- Ariarates I (fill) v. 350 aC

## Reis de Capadòcia
- Ariarates I (rei 331 aC) 331-322 aC
- regne suprimit 322-315
  - Èumenes 322-317 (sàtrapa)
  - Antígon 317 (cap)
  - Amiertes 317-315 (sàtrapa)
- Ariaramnes I 315-?
- Ariarates II (fill) ?-280
- Ariaramnes II (fill) 280-230 (sàtrapa)
- Ariarates III (fill, associat al govern 255-230) 255-224
- Ariarates IV Èusebes (fill) 224-163
- Ariarates V Èusebes o Filopàtor (fill) 163-158
- Orofernes, usurpador 158-157 aC
- Ariarates V (segona vegada) 157-130 aC
- Ariarates VI Epífanes o Filopàtor (fill) 130-116
- Nisa, reina regent 130-126
- Ariarates VII Filomètor 116-99
- Ariarates VIII 99-97
- Ariarates IX Èusebes o Filopàtor 97-95 (regent: Gordi)
- Ariobarzanes I Filoromà 95-94
- Ariarates IX Èusebes o Filopàtor 94-92 (regent:Gordi)
- Ariobarzanes I Filoromà 92-88 aC
- Ariarates IX Èusebes o Filopàtor 88-87 (regent:Gordi)
- Mitridates VI Eupator de Pont i I del Bòsfor 87-84 aC
- Ariobarzanes I Filoromà 84-63
- Ariobarzanes II Filopàtortor (fill) 63-52
- Ariobarzanes III Èusebes o Filoromà 52-42
- Ariarates X Èusebes o Filadelf 42-36
- Arquelau Filòpatris o Ctista 36 aC -17
- Sifinna (regent 15-17) 17
- Província romana 17.[6]

## Deus
- Anatis